# Haremachet
Haremachet (auch Harmachis), um 704 bis 660 v. Chr. (Dritte Zwischenzeit), war der Sohn des Schabaka und Hohepriester des Amun. Sein Name ist auf einem Sarg bezeugt, den man 1918/19 in Al-Asasif in Theben-West entdeckte.